# Saint-Thibault-des-Vignes
Saint-Thibault-des-Vignes is een gemeente in het Franse departement Seine-et-Marne (regio Île-de-France) en telt 6506 inwoners (2004). De plaats maakt deel uit van het arrondissement Torcy en is een van de 26 gemeenten van de nieuwe stad Marne-la-Vallée.

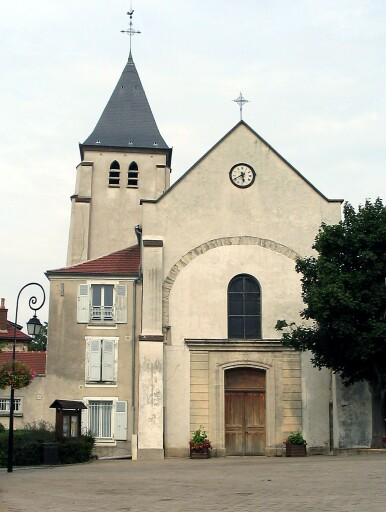
Kerk van Saint-Thibault-des-Vignes
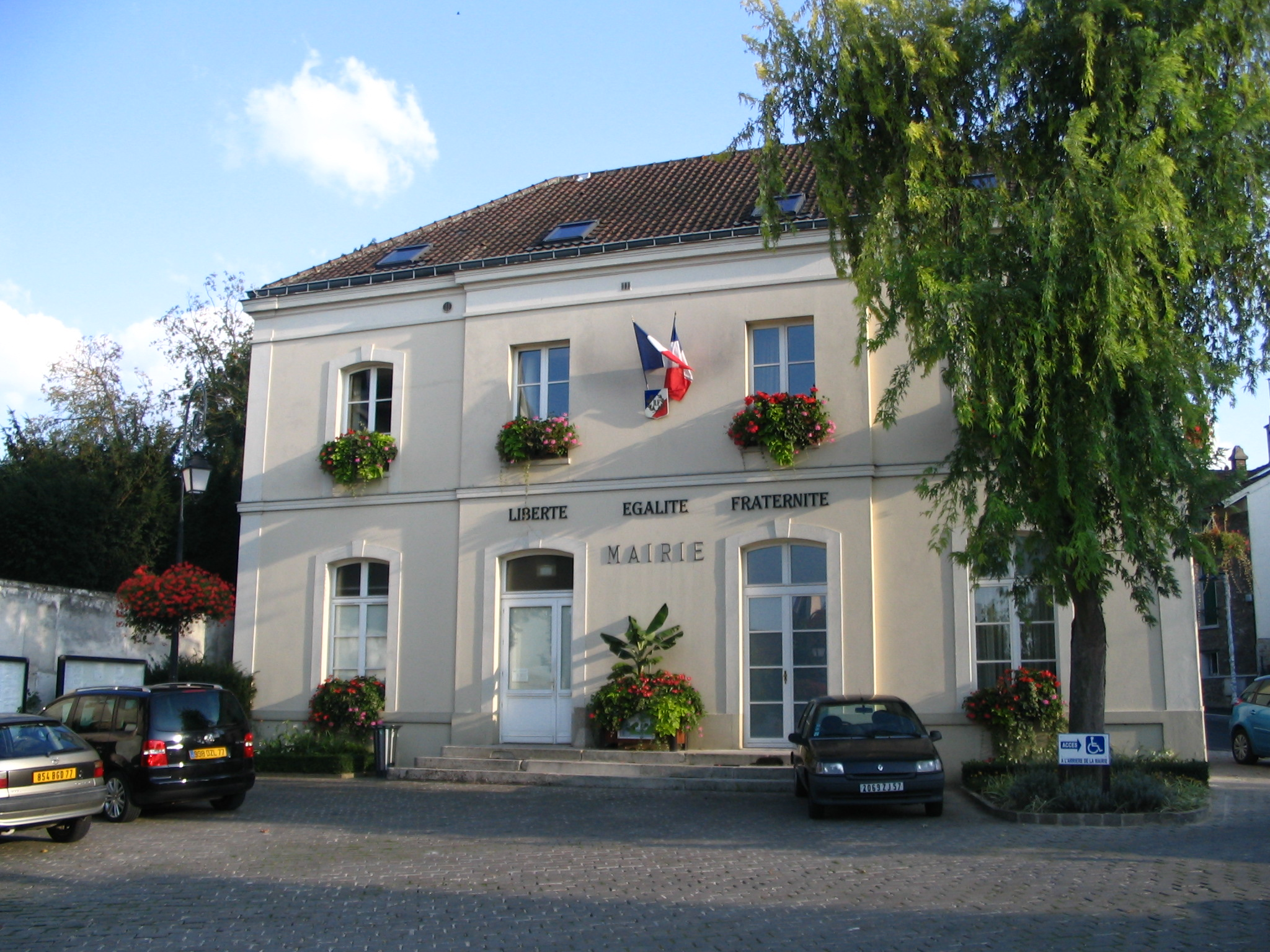
Gemeentehuis

## Geografie
De oppervlakte van Saint-Thibault-des-Vignes bedraagt 4,7 km², de bevolkingsdichtheid is 1384,3 inwoners per km².
De onderstaande kaart toont de ligging van Saint-Thibault-des-Vignes met de belangrijkste infrastructuur en aangrenzende gemeenten.

## Demografie
Onderstaande figuur toont het verloop van het inwonertal (bron: INSEE-tellingen).